# 8820 Ан'яндерсен
8820 Ан'яндерсен (1985 VG, 1961 CE1, 1978 YO1, 1992 SG24, 1994 CS1, 8820 Anjandersen) — астероїд головного поясу, відкритий 14 листопада 1985 року.
Тіссеранів параметр щодо Юпітера — 3,553.